# Schloss Unterdießen

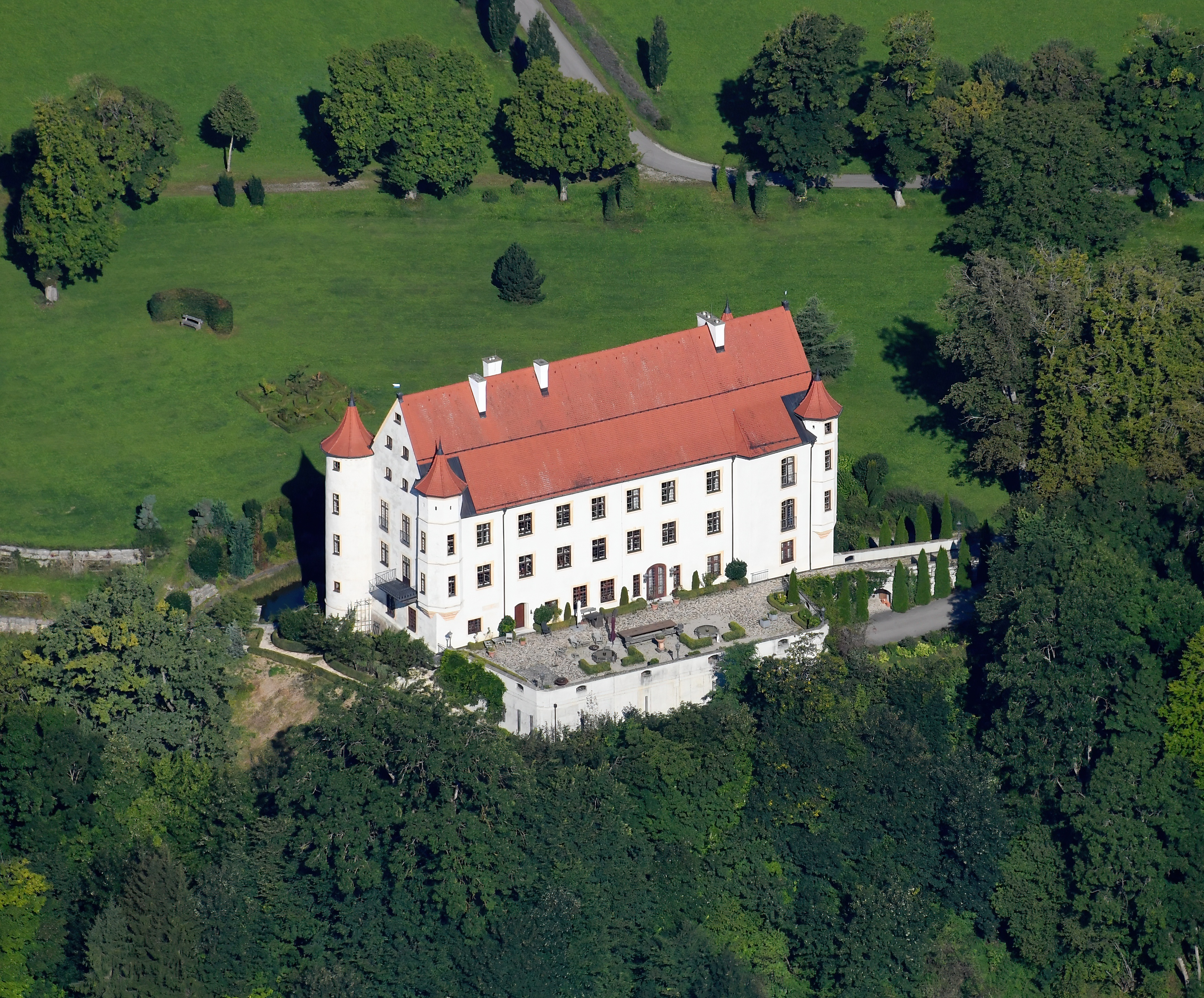
Luftbild des Schlosses Unterdießen

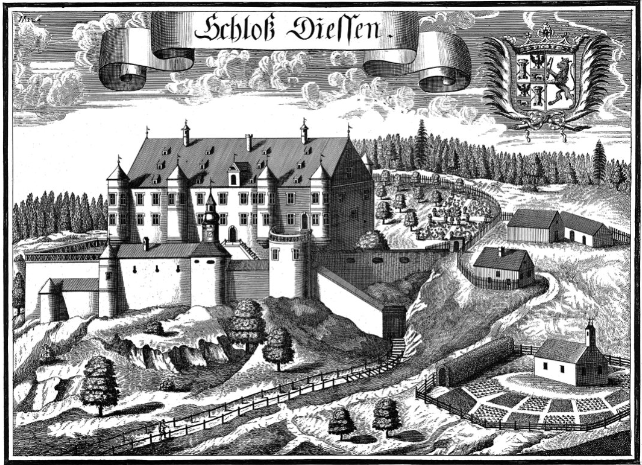
Schloss Unterdießen nach einem Stich von Michael Wening (um 1700)

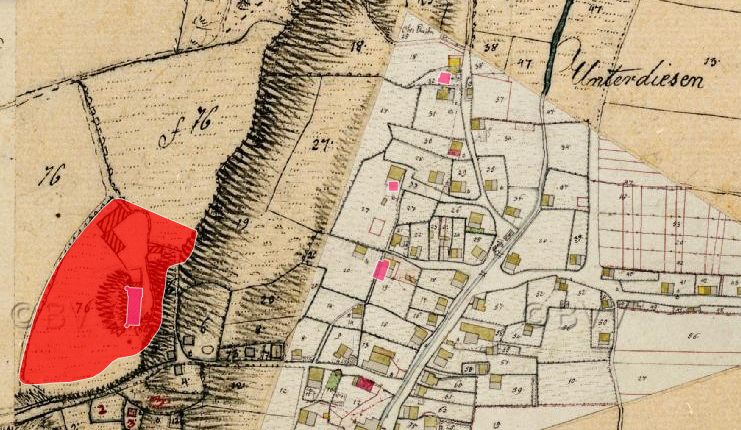
Lageplan von Schloss Unterdießen auf dem Urkataster von Bayern

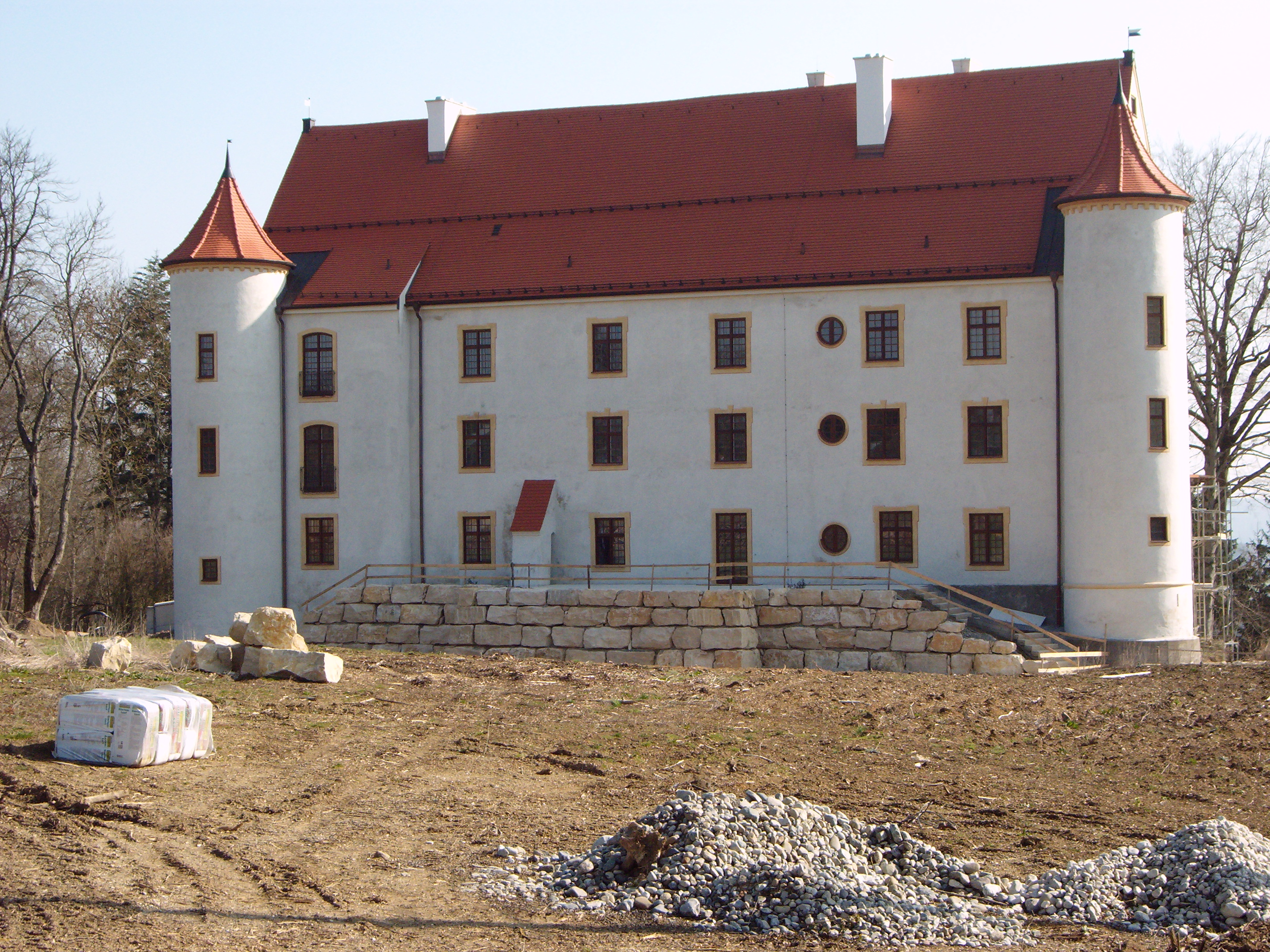
Schloss Unterdießen während der Bauarbeiten im März 2007

Das Schloss Unterdießen ist eine im 16. Jahrhundert auf einem Altmöränenzug über dem Ort errichtete Schlossanlage in der oberbayerischen Gemeinde Unterdießen im Landkreis Landsberg am Lech. Die Anlage ist unter der Aktennummer D-1-81-143-6 als Baudenkmal verzeichnet. „Untertägige mittelalterliche und frühneuzeitliche Befunde im Bereich von Schloss Unterdießen und seiner Vorgängerbauten mit abgegangenem Wirtschaftshof“ werden zudem als Bodendenkmal unter der Aktennummer D-1-8030-0035 geführt.

## Geschichte
Das Schloss wurde von den Herren von Dießen errichtet. 1526 wurde es zerstört und wieder aufgebaut. Im 17. Jahrhundert wurde es von Johann Freiherr von Thurn und Taxis erworben. 

## Beschreibung
Die am heutigen Schlossberg 18 gelegene Anlage ist ein Satteldachbau mit vier Ecktürmen und wurde als erste Festung schon von den Welfen auf den Resten einer römischen Fliehburg errichtet. Nach einem Brand im Jahr 1589 bauten die Freyberger das Schloss in seiner heutigen Form neu auf.1618/48 wurde es im Dreißigjährigen Krieg zerstört und ab 1664 erfolgte der Wiederaufbau.
Das Schloss wurde Anfang des 21. Jahrhunderts in sanierungsbedürftigem Zustand an einen Augsburger veräußert und wird seitdem unter Erhaltung der historischen Bausubstanz grundlegend saniert und restauriert. Auf den zum Schloss gehörenden weitläufigen Außenanlagen und Besitzungen wurde eine Biogärtnerei errichtet. Ab 2010 wurde mit der Sanierung der teils bereits halbverfallenen Neben- und Wirtschaftsgebäude begonnen, die aktuell (Sommer 2012) noch im Gange ist.